# Abdallah ibn al-Mu’tazz
Abdallah ibn al-Mu’tazz (arab. ‏عبد الله بن المعتز, ʿAbd Allāh ibn al-Muʿtazz‎; ur. ok. 861, zm. 29 grudnia 908) – syn trzynastego kalifa Abbasydów, Al-Mu’tazza, jednodniowy kalif oraz autor książki Kitab al-Badi.

## Życiorys
Abdallah urodził się ok. 861 roku w Samarze. Jego dziadkiem był kalif Al-Mutawakkil, który został zamordowany, gdy Abdallah miał zaledwie sześć tygodni. Jego ojciec został zamordowany natomiast w 869 roku, trzy lata po przejęciu kalifatu. Abdallah miał wtedy około 8 lat. Chłopiec uciekł wtedy do Mekki.
Gdy wrócił do Bagdadu, zaczął interesować się poezją. W 888 roku sam napisał książkę pt. Kitab al-Badi. Dzieło to jest uważane za jedno z najwcześniejszych dzieł w arabskiej teorii literatury i krytyce literackiej. W międzyczasie zaczął współpracę z arabskim poetą i gramatykiem Abu Bakr ibn al-Allaf asz-Szirazim.
Gdy kuzyn Abdallah, kalif Al-Muktafi zmarł 13 sierpnia 908 roku, jego pozycję objął brat Al-Muktafiego, Dżafar, który przyjął imię Al-Muktadir. W wejściu na tron pomagał mu wezyr, Al-Abbas ibn al-Hasan al-Dżardżara’i.
W grudniu 908 roku został w Bagdadzie rozpętany bunt pod wodzą Dżarrahidów i Hamdanidów, którego celem było osadzenie na jego miejscu Abdallah. Został ukoronowany 17 grudnia 908 roku, ale tego samego dnia również obalony. Abdallah uciekł z pałacu w Bagdadzie i ukrywał się. Został znaleziony 29 grudnia tego samego roku i uduszony.

## Życie prywatne
Abdallah posiadał wiele niewolnic, które kształcił, do pomocy przy jego pracach literackich. Jedna z nich – Daula – jest wspominana jako ta, która recytowała teksty swojego pana poecie Abu Bakr ibn al-Allaf asz-Sziraziemu.